# عواقبية

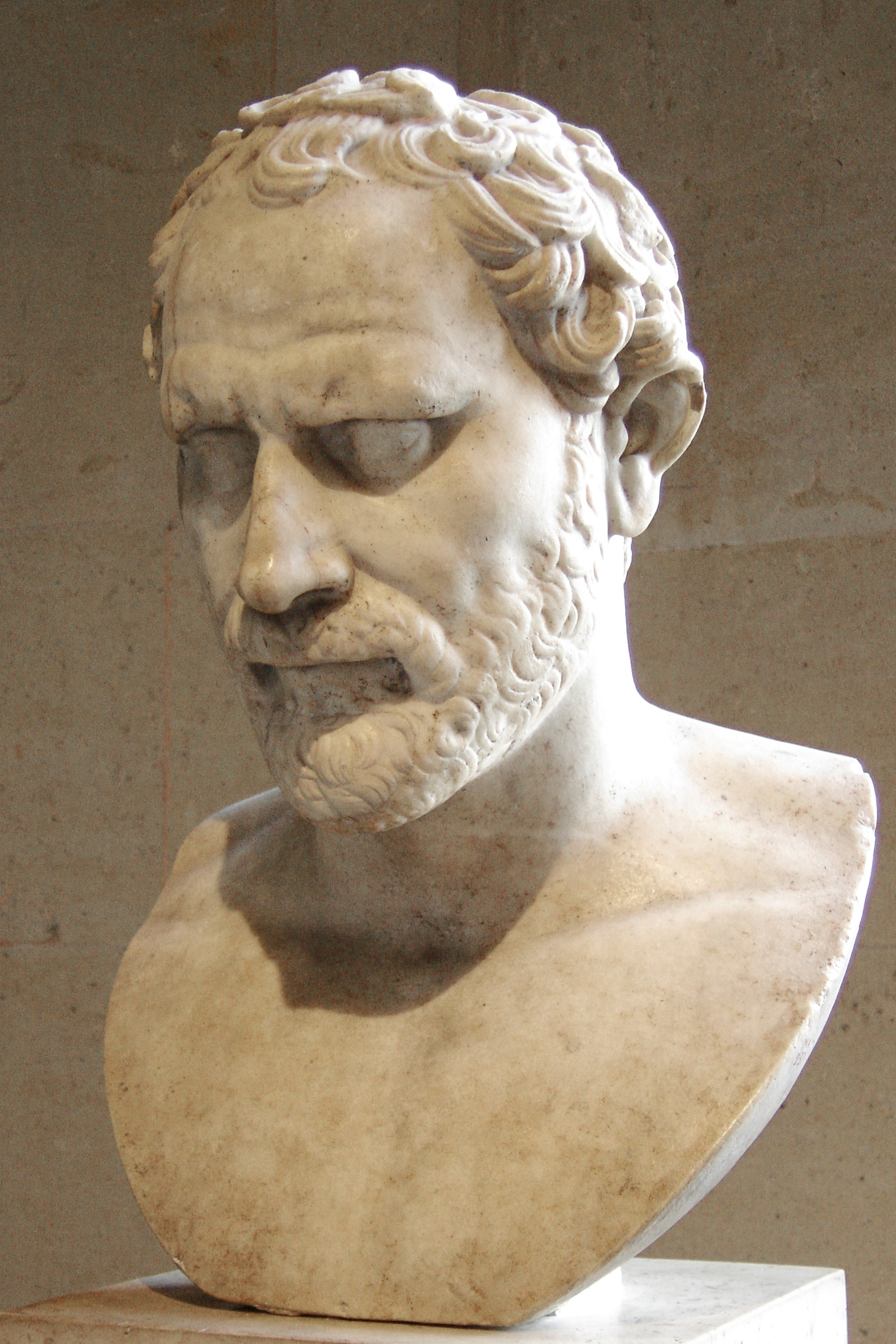

العواقبية مصطلح يشير إلى فئة من النظريات الأخلاقية المعيارية والتي تحكم تصرف الشخص بناءً على عواقب هذا التصرف. وبهذا، يتبين أنه من وجهة نظر العواقبية، أن التصرف الأخلاقي السليم سوف ينتُج عنه نتائج حميدة. باختصار، فكرة العواقبية يمثلها المقولة الإنجليزية: «الغاية تبرر الوسيلة».
ودائماً يختلف الفكر العواقبي عن علم الأخلاق «الأخلاق الواجبة»، حيث أن علم الأخلاق الواجبة يعمد إلى الحكم على تصرف الشخص من خلال اخلاقية هذا التصرف بعيداً عن عواقبه. كذلك، يختلف هذا المفهوم عن مصطلح أخلاق الفضيلة، والتي تركز على طبيعة الشخص بدلًا من التركيز على طبيعة أو عواقب الفعل نفسه (أو الامتناع عن الفعل)، فضلًا عن أنها تختلف عن مفهوم الأخلاق البرجماتية والتي تعامل إلى الأخلاقيات كأنها مادة علمية بحتة: مراقبة التطور من الناحية الاجتماعية على مدى فترات عمرية عديدة، فيخضع مثل هذا المعيار الأخلاقي للمراجعة. وتختلف النظريات العواقبية من حيث الطريقة التي تنتهجها في تعريف القيم الأخلاقية.[بحاجة لمصدر]
ويرى البعض أن نظريات العواقبية وكذا النظريات الواجبة لا تستدعي بالضرورة أن تنافي كل منهما الأخرى. فعلى سبيل المثال، طوّر توماس مايكل سكانلون الفكرة القائلة إن حقوق الإنسان، والتي تعتبر عادةً مفهومًا «خاصًا بعلم الأخلاق»، يمكن تبريرها فقط بإيضاح العواقب الناتجة عن ممارسة تلك الحقوق. وبالمثل، أيّد روبرت نوزيك النظرية التي تعتبر في مجملها عواقبية، ولكنها في نفس الوقت، تشتمل على «قيود جانبية» لا يجوز انتهاكها؛ والتي تعمل على تقييد نوع الأعمال التي يُسمح للأشخاص بأدائها.

## فلسفات النظرية العواقبية

### العواقبية الخاصة بحالة معينة
يشير مصطلح العواقبية الموزية، والذي يُعرف كذلك باسم العواقبية الخاصة بحالة معينة، إلى نظرية أخلاقية تهدف إلى تقدير القيمة الأخلاقية لعمل ما بناءً على مدى إسهام هذا العمل في توفير الرفاهية لحالة ما. وطبقًا لما ورد في موسوعة ستانفرد للفلسفة، تعد العواقبية الموزية، التي يرجع تاريخها إلى القرن الخامس قبل الميلاد، الشكل العالمي الأحدث من العواقبية، كما أنها نسخة متطورة بشكل ملحوظ قائمة على عدد وافر من القيم الجوهرية التي يتم اتخاذها كأساس لضمان رفاهية الإنسان." وعلى عكس النفعية، التي تنظر إلى المتعة بوصفها قيمة أخلاقية، "يتمثل التفكير العواقبي الموزي في كلٍ من النظام والثروة المادية والزيادة في عدد السكان". في خلال حقبة موزي، كانت الحروب والمجاعات كثيرة الحدوث في تلك الفترة، وقد كان ينظر إلى الزيادة السكانية باعتبارها ضرورة أخلاقية لضمان الحصول على مجتمع متناغم. ويشير "الثراء المادي«الخاص بالعواقبية الموزية إلى الاحتياجات الأساسية مثل المسكن والملبس، كما يشير» نظام" العواقبية الموزية إلى موقف موزي المناهض لوسائل الرفاهية والعنف، والتي ينظر إليها باعتبارها أمرًا عبثيًا، فضلًا عن أنها تشكل تهديدًا على الاستقرار الاجتماعي. وفي إطار ذلك، كتب ديفيد شيبرد نيفيزون المتخصص في علم الصينيات بجامعة ستانفرد في تاريخ كامبريدج للصين القديمة (The Cambridge History of Ancient China)، عن القيم الأخلاقية للموزية بأنها "مترابطة: تؤدي إلى تحقيق المزيد من الثراء الأساسي، ثم المزيد من التناسل، ثم المزيد من الأشخاص، فالمزيد من الإنتاج والثورة. فإذا أتيح للأشخاص فرصة التمتع بالوفرة في الموارد، فسيصبحون صالحين ويمكنهم إنجاب الذرية والتمتع بالكرم وما إلى ذلك بسلاسة مطلقة. ويعتقد متبنو الفكر الموزي أن الأخلاق تقوم على أساس «تعزيز تحقيق المنافع لكل الأشخاص الذين يعيشون تحت كنف هذه السماء وكذا إماطة الأذى عن كافة الأشخاص الذين يعيشون تحت كنفها.» وعلى الجانب الآخر، تتعارض آراء جيرمي بنثام مع هذا الفكر؛ والذي يرى أن العواقبية الشاملة لا يمكن اعتبارها نفعية نظرًا لأنها ليست تلذذية أو فردية. وتفوق أهمية النتائج التي تصب في مصلحة المجتمع أهمية المتعة أو الألم الذي يحصل عليها فرد بعينه. وفي إطار ذلك، تم تطبيق مصطلح العواقبية الشاملة كذلك على مفاهيم الفلسفة السياسية للفيلسوف الكونفوشيوسي زونزي.